# Лёвенхельм, Харриет
Харриет Августа Доротея Лёвенхельм (швед. Harriet Löwenhjelm; 18 февраля 1887 года — 24 мая 1918 года) — шведская художница и поэт. В основном считала себя художником. Умерла в санатории Romanäs в городе Траносе после нескольких лет болезни туберкулезом.

## Биография
Харриет Лёвенхельм родилась 18 февраля 1887 года в шведском городе Хельсингборге.
Была дочерью полковника Густава Адольфа Лёвенхельма (Gustaf Adolf Löwenhjelm, 1842—1929) и Маргариты, урождённой Диксон (Dickson) (род. 1853). У неё было пять братьев и сестёр. Её старший брат, Карл Лёвенхельм, был врачом, а младший, Криспин Лёвенхельм (Chrispin Löwenhjelm, 1892—1983) — офицером и камергером. Её кузина Марианна Мёрнер (Marianne Mörner) была доцентом в университете Лунда. Она сопровождала Лёвенхельм в её поездке в Париж и поощряла её литературное творчество. Марианна Мёрнер также публиковала произведения Лёвенхельм в 1920-х годах в Швеции.

## Образование
Лёвенхельм училась в школе Анны Сандстрём, в художественных школах Керстин Кардон, Konstakademien (1909—1911), также брала уроки у художника Карла Вильхельмсона (Carl Wilhelmson).

## Труды
К наиболее известным стихотворениям Лёвенхельм относятся Jakt på fågel («Охота на птиц»), Tag mig. Håll mig. Smek mig sakta. («Возьми меня, держи меня, ласкай меня») и Beatrice-Aurore, на которые композитором Яльмаром Кассерманом была написана музыка. Её стихи изначально были описаниями её рисунков. Поздняя поэзия Лёвенхельм, по причине неизлечимой болезни, была наполнена мотивами смерти и имела религиозное содержание. Поэмы Лёвенхельм были опубликованы посмертно, в 1919 году.